# Melitaea didymoides
Melitaea didymoides är en fjärilsart som beskrevs av Eduard Friedrich Eversmann 1847. Melitaea didymoides ingår i släktet Melitaea och familjen praktfjärilar. Inga underarter finns listade i Catalogue of Life.